# Violència masclista

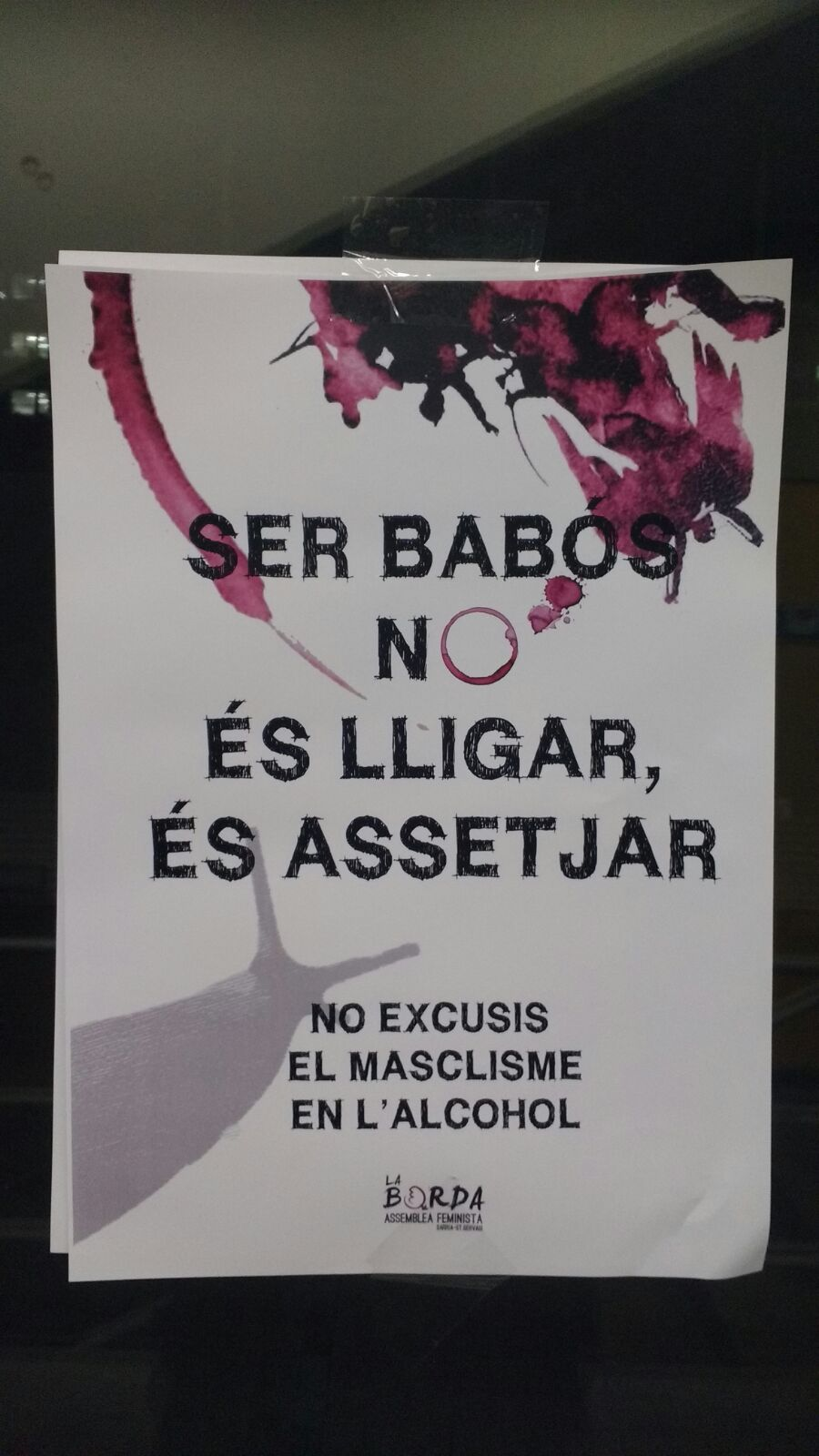
Cartell contra l'assetjament masclista, una forma de violència masclista.

La violència masclista és definida per les Nacions Unides com aquells actes vers les dones i nenes que puguin tenir com a resultat un dany o patiment físic, sexual o psicològic per a la dona, així com les amenaces d'aquests actes, la coacció o la privació arbitrària de llibertat, tant si es produeixen a la vida pública com privada. Violència masclista també és el terme que ha usat el Parlament de Catalunya per regular el marc normatiu en relació amb la violència contra les dones. La Llei 5/2008 del dret de les dones a erradicar la violència masclista, utilitza l'expressió violència masclista perquè considera que el masclisme és el concepte que de manera més general defineix les conductes de domini, control i abús de poder dels homes sobre les dones i que, alhora, ha imposat un model de masculinitat que encara és valorat per la societat com a superior. La llei defineix, en la línia del que marca l'ONU, que la violència masclista és aquella que s'exerceix contra les dones com a manifestació de la discriminació i de la situació de desigualtat en el marc del sistema de relacions de poder dels homes sobre les dones i que —produïda per mitjans físics, econòmics o psicològics— pugui tenir com a resultat un dany o patiment físic, sexual o psicològic per a la dona, així com les amenaces d'aquests actes, la coacció o la privació arbitrària de llibertat, tant si es produeixen a la vida pública com privada.
Si més no, la introducció de la Llei 17/2020, de 22 de desembre, de modificació de la Llei 5/2008, del dret de les dones a erradicar la violència masclista va tenir com objectiu solucionar les carències que s’havien detectat fruit dels informes d’avaluació de la Llei 5/2008 realitzats 10 anys després de l’entrada en vigor de la darrera i que, en tot cas, va comportar la modificació del text legal per tal de fer més amplia i garantista la protecció de les dones víctimes de violència masclista, incloent així també a les nenes i les adolescents, y, per tant, també les dones, nenes i adolescents transgènere.

## Concepte

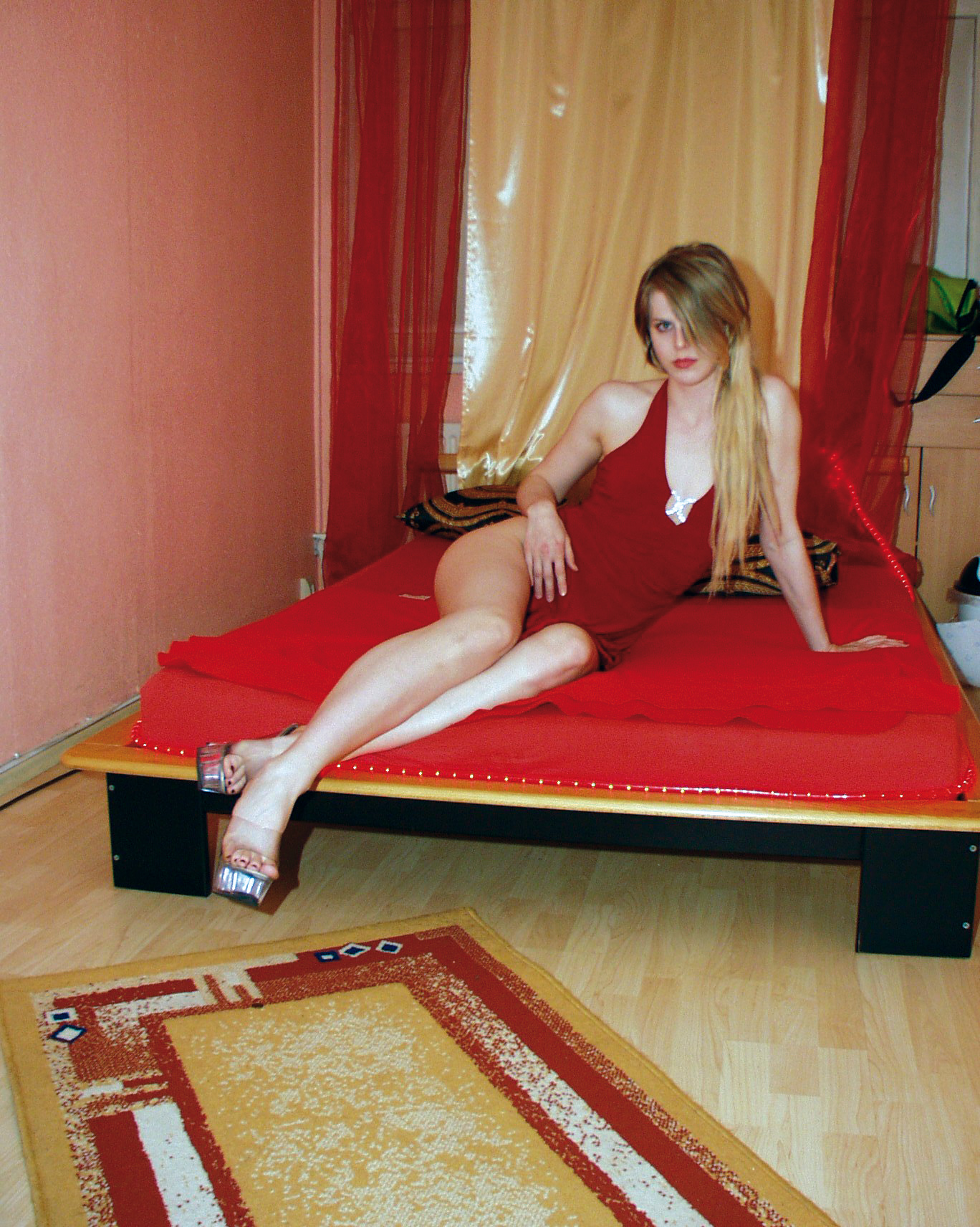
El col·lectiu de prostitutes sol ser víctima de la violència masclista.

D'acord amb el que diu la llei 5/2008, la violència masclista és aquella que s'exerceix contra les dones com a manifestació de la discriminació i de la situació de desigualtat en el marc d'un sistema de relacions de poder dels homes sobre les dones i que, produïda per mitjans físics, econòmics o psicològics, incloses les amenaces, les intimidacions i les coaccions, tingui com a resultat un dany o un patiment físic, sexual o psicològic, tant si es produeix en l'àmbit públic com en el privat. Segons l'ONU podríem classificar tres tipus de violència masclista:
- Violència física: Danys al cos i que comporten ferides, fractures i fins i tot la mort.
- Violència psicològica: Actes o conductes de desvaloració, humiliació, temorització, por, etc. Es diferencia en:
  - Maltractament: Que pot ser passiu (abandonament) o actiu (tracte degradant a la persona). Generalment es presenta sota la forma d'hostilitat verbal i gelosia.[3]
  - Abús: S'aplica amb una metodologia i un objectiu. La víctima és perseguida amb crítiques, amenaces, injúries, calúmnies i accions per tal d'enderrocar l'autoestima i aconseguir un estat de desesperació.
  - Manipulació: hi ha menyspreu a la víctima com a ser humà, pot haver-hi privació de llibertat, dret a prendre decisions, etc.
- Violència sexual: Imposició d'una relació sexual contra la voluntat (inclosa la inducció a la prostitució, l'exhibicionisme vers els nens, etc.).
- Abandonament: Es manifesta principalment contra nens, gent gran i discapacitats, tractant-se d'un maltactant passiu on no es proporciona abric, higiene, protecció i cures mèdiques, etc.
- Abús econòmic: Té lloc en no cobrir les necessitats bàsiques dels membres familiars o quan es fa un control dels diners, manipulació o xantatge a través dels recursos econòmics.

## Teories explicatives
Hi ha diferents formes d'explicar com es genera aquesta violència masclista:
- Per un cantó la violència masclista és estructural i multicausal: La violència no es deu a trets singulars i patològics d'una sèrie d'individus, sinó que té trets estructurals d'una manera cultural de definir les identitats i les relacions entre els homes i les dones. La violència masclista es produeix en una societat que manté un sistema de relacions de gènere que perpetua la superioritat dels homes sobre les dones i assigna diferents atributs, rols i espais en funció del sexe.

- Per un altre cantó la violència masclista és instrumental: El poder dels homes i la subordinació de les dones, que és un tret bàsic del patriarcat, requereix algun mecanisme de submissió. En aquest sentit, la violència esdevé l'instrument que serveix per consolidar aquest domini. La violència no és un fi en si mateix sinó un instrument de dominació i control social i, en aquest cas, s'utilitza com a mecanisme de manteniment del poder masculí i de reproducció de la submissió femenina. D'aquesta manera, el factor principal de risc per a la violència masclista i de gènere és ser dona. I és que els homes maltractadors han après que la violència és la millor manera d'aconseguir control i dominar la dona.

- No existeixen característiques psíquiques diferents entre les dones maltractades i les no maltractades prèviament a l'inici de la violència, sinó que els trastorns i problemes psicològics de les dones maltractades són una conseqüència i no la causa de la violència. Aquest fet posa en dubte els enunciats d'alguns corrents que han recorregut a patologies com la histèria o el trastorn de la personalitat per dependència per explicar per què algunes dones romanen en una relació de violència o hi tornen.

- Hi ha grups de dones que, per llurs característiques personals o per llur situació social o legal, necessiten una atenció específica que doni resposta a unes necessitats concretes de salut. Aquest és el cas de les dones amb discapacitat física o psíquica, les dones drogodependents, les dones immigrants, les dones en situació d'exclusió social, les dones que exerceixen la prostitució, les dones d'entorns rurals o les dones grans, entre d'altres. La vulnerabilitat en la qual es troben aquests col·lectius, pel que fa a la violència, obliga el conjunt de professionals de la salut a parar-hi una atenció especial.

### Teories sociològiques
- Teoria Dutton (Donald Dutton): considera que el desenvolupament queda marcat per l'aprenentatge i pel macrosistema, on dominaria el sistema patriarcal on els homes aprendrien que els seus desitjos no han de ser criticats per les dones. En aquest sentit, l'home que maltracta és un home amb necessitat de controlar, amb models violents i escasses habilitats de resolució de conflictes, escasses habilitats comunicatives i amb desitjos de poder.[6]

- Teoria Beck: Aaron Beck considera que les dones que necessiten ajuda psicològica són aquelles que triomfen professionalment, que treballen molt i la seva capacitat de relació està frustrada i que considera que se'n pot sortir sola, sense necessitat de tenir un príncep blau que la salvi. Aquesta emancipació femenina no és ben acceptada per l'home que respon de forma violenta.

### Teories feministes
La premissa general d'aquestes teories considera que la violència de gènere i la masclista són el reflex de la situació de desigualtat de poder en les relacions entre els homes i les dones. Destaquen les aportacions de Leonor Walker, que compara la situació de la dona amb la síndrome d'indefensió apresa. Walker introdueix el concepte del cicle de la violència, compartit amb alguns autors que han proposat que la violència masclista segueix un patró en espiral conformat per tres fases:
- Augment de la tensió: Al principi de la relació és rar que aparagui la violència física. Durant aquest període es mostra un comportament positiu. Cada membre de la parella mostra la seva millor faceta. A mesura que la relació continua, s'incrementa la demanda i l'estrès. Hi ha un increment de la conducta agressiva, més cap als objectes que cap a la parella. Hi pot haver un augment de l'abús verbal i de l'abús físic. L'agressor responsabilitza la dona dels abusos, adduint motius diversos que justifiquen la seva conducta agressiva. Aquest fet dificulta la identificació de l'abús i confon la dona. La persona que pateix l'abús intenta modificar el seu comportament a fi d'evitar la violència. L'agressor s'incrementa en un intent d'aïllar cada vegada més la dona i intenta augmentar el control.

- Aparició de la violència: Apareix la necessitat de descarregar nio. L'abusador decideix el moment i el lloc per desenvolupar l'episodi de violència, fa una elecció conscient de la part del cos que colpejarà i com ho farà. Com a resultat de l'episodi, la tensió i l'estrès desapareixeran en el maltractador. Si hi ha intervenció policial, ell es mostra relaxat, mentre que la dona apareix confusa i excitada a causa de la violència patida. Com més ininterrompudament es completi el cicle, més violent serà.

- Lluna de mel o fase de reconciliació: Es caracteritza per ser un període de calma, sense violència i de manipulació afectiva. En aquesta fase pot succeir que el maltractador prengui al seu càrrec una part de la responsabilitat i doni a la parella l'esperança d'algun canvi de situació en el futur. Actua com si no hagués passat res, promet buscar ajut, no tornar a fer-ho, etc. Si no hi ha intervenció i la relació continua, hi ha una gran possibilitat que la violència faci una escalada i la gravetat de l'agressió augmenti. Aquesta etapa solament durarà un temps i es tornarà a reproduir el cicle. Com més temps continuï el cicle de manera ininterrompuda, més curta esdevindrà la tercera etapa. D'altra banda, com més vegades es completi tot el cicle, menys temps trigarà a tornar a iniciar-se; és a dir, es donarà amb més freqüència. Així, a l'inici de la relació, les tres etapes del cicle poden tardar un o dos anys a completar-se. Deu anys després, aquestes mateixes etapes es completen en un mes o potser menys. Si analitzem les tres fases de la violència, podem veure que no s'atura per si sola, que és un cicle difícil de trencar i que pot portar a una situació mortal.[5] Tanmateix, encara que el cicle de la violència és molt freqüent en les relacions de parella en què es dona violència física, no s'observa en tots els casos.

### Teories psicològiques[8]
- Teoria de costos i beneficis (Pfouts, 1978) planteja aquesta teoria, afirmant que la decisió de finalitzar la relació violenta depèn del fet que el benefici total de la decisió presa sigui major que el cost de seguir amb la relació. -Segons aquesta teoria la víctima de violència de gènere pren una decisió en dos fases. → Primerament, la dona analitza els beneficis que li aporta estar amb la seva parella (estabilitat personal/econòmica, qualitat de vida…). → Per acabar, es planteja si els beneficis compensen els costos de patir una situació de violència. Una ampliació d'aquest model és la Teoria de la Inversió (Caryl E. Rusbult, 1980). Ressalta la importància dels nivells de satisfacció i compromís per entendre la decisió de seguir o finalitzar la relació violenta. Aquesta teoria comprèn el compromís com la mesura en què un individu pretén continuar en una relació, per tant el grau de compromís és el que determinarà que una dona maltractada deixi o no aquesta relació.
- Teoria de la unió traumàtica (Dutton i Painter, 1981): La persona estableix un vincle emocional fort amb el seu agressor, un maltracta a l'altre però la víctima o els dos tenen una dependència emocional i això crea una relació afectiva i difícil de despendre's. Això produeix maltracte intermitent és a dir un cicle. Després del mal de l'agressor se sent penedit i amorós i així la víctima cau i torna a començar.

- Teoria de la indefensió apresa: Aquesta teoria sosté que un període extens de temps on una persona pateix maltracte de manera no controlada i imprevisible acaba per la indefensió l'agressor, que fa més probable la permanència de la víctima dins la relació. Això interfereix greument en la presa de decisions.

- Teoria del Síndrome d'Adaptació Paradoxal a la violència domèstica (Sándor Ferenczi). Aquesta teoria és definida com la situació a la qual arriba la dona, ja que arriba a percebre la realitat des de la perspectiva de l'home assumint que ella és la causant dels problemes que els succeeixen.

- Teoria trampa psicològica: És quan la dona està maltractada per la parella i no és capaç de deixar aquesta relació tòxica a causa de tot el que ha "fet" per aquesta o per tot el que ha passat. Així que quan es dona l'ocasió en què l'home la maltracta ella creu que encara hi ha possibilitat d'arreglar-ho o que la situació canviï per bé i per això inverteixen més esforços per poder aconseguir-ho. Però com més temps passi en aquesta relació menor probabilitat hi ha de què acabi.
- Teoria del cicle de violència,[9] de Leoner Walker. Aquesta teoria es componen de tres fases que varien el temps, la freqüència en el temps i la gravetat de la violència cap a la dona.
- # Fase de formació o acumulació de tensió: La víctima detecta que l'agressor comença a comportar-se de manera més susceptible, més agressiu, trobant problemes en qualsevol situació. I comença amb menyspreus i fins i tot de vegades petites empentes.Es comença a notar una tensió sobre l'agressor i la víctima, com té por que torni a passar un capítol de violència fa tot el que està en la seva mà per no molestar-lo. Això en la dona pot comportar al fet que ella adopti un estat submís i fins i tot pot arribar a justificar les accions del seu agressor.
- # Fase d'explosió violenta: El maltractador explota, perd el control i com a conseqüent, castiga a la seva parella. La colpeja, la insulta, l'amenaça, la viola… La víctima en aquesta fase se sent dèbil i impotent, es creu culpable dels fets succeïts se sent avergonyida i no aconsegueix reaccionar
- # Fase i lluna de mel o de reconciliació: És quan l'agressor s'adona que pot perdre a la víctima i comença fer-li regals, es penedeix, li tracta bé durant un temps ... Qualsevol cosa perquè li perdoni. La víctima s'ho creu pensa que només va ser un rampell d'un dia i que no tornar a posar-se així i tot pel canvi de conducta sobtat i momentani de l'agressor. La durada d'aquesta fase és indefinida, fins i tot hi ha casos on ni tan sols s'arriba al penediment.
- Teoria de l'assetjament moral: Aquesta teoria va ser creada per Marie-France Hirigoyen, on domina com la teoria d'assetjament moral quan analitza com el maltractador paralitza i sedueix a la víctima a través de l'engany perquè no pugui defensar-se. Es comença amb un abús de poder i es continua amb l'abús narcisista, és a dir, necessita que l'altre perdi la seva auto-estima, se li destrueix moralment i fins i tot sexualment. L'assetjament moral es realitza a través en les fases següents: - La seducció perversa. - La del domini. - La de violència. La  fase de seducció s'estableix amb una comunicació paradoxal. On la parella no té una discussió real, es menteix i si no es donen un missatge explícit i un missatge sobreentès que nega l'existència del primer, la paradoxa desestabilitza i embulla a la víctima. També s'utilitza les observacions exagerades, les mirades despectives, els sospirs exagerats. Es tracta d'imposar autoritat en el benefici del pervers i generar una dependència que ell atribueix a la víctima, però que ha estat projectada pel pervers que tracta de sotmetre. El sent odi i tracta de destruir a la víctima, el domini ho fa en petits tocs i la víctima se sotmet per por d'acabar la relació amb el seu agressor i això genera en la víctima estrès i por; les conseqüències al llarg termini són el desequilibri.

### Forma moderada de violència
Recentment s'ha descrit una altra forma de relació violenta, anomenada forma moderada de violència, en què hi ha una situació contínua de frustració i amenaça, però només de manera ocasional apareix l'agressió física. Aquesta seria més difícil de detectar que les formes més severes d'abús. Al llarg del procés de la violència, les dones pateixen una pèrdua progressiva d'autoestima i de les esperances de canviar la situació, i augmenta la submissió i la por envers l'agressor. Per a ell és la ratificació que la seva estratègia funciona. Tot això fa difícil que la dona trenqui la relació. Per això, quan una dona demana ajuda, ha de rebre en tots els casos suports concrets per canviar la seva situació, i no se l'ha de culpabilitzar per les seves decisions. És important que comprengui que la violència continuarà i anirà en augment, i que no depèn d'ella la conducta del seu agressor, perquè sigui conscient del perill que corre.

## Altres conceptes relacionats
La llei 5/2008, també defineix una sèrie de conceptes relacionats amb el concepte de violència masclista.
- Sensibilització: Conjunt d'accions pedagògiques i comunicatives encaminades a generar canvis i modificacions en l'imaginari social que permetin avançar cap a l'erradicació de la violència masclista.
- Prevenció: Conjunt d'accions encaminades a evitar o reduir la incidència de la problemàtica de la violència masclista per mitjà de la reducció dels factors de risc, de cara a impedir-ne la normalització i encaminada a sensibilitzar la ciutadania, i de forma especial les dones, en el sentit que cap forma de violència és justificable o tolerable.
- Detecció: Posada en funcionament de diferents instruments teòrics o tècnics que permetin fer visible i identificar la problemàtica per mitjà de la reducció de factors de risc tant si apareix de forma precoç com de forma estable, i que permetin també conèixer les situacions en les quals s'ha d'intervenir, per tal d'evitar-ne el desenvolupament i la cronicitat.
- Atenció: És el conjunt d'accions destinades a una persona perquè pugui superar les situacions i les conseqüències generades per l'abús en els àmbits personal, familiar i social, tot garantint-ne la seguretat i facilitant-li la informació necessària sobre els recursos i els procediments perquè pugui resoldre la situació.
- Recuperació: L'etapa del cicle personal i social d'una dona que ha viscut situacions de violència en què es produeix el restabliment de tots els àmbits danyats per la situació viscuda.
- Reparació: El conjunt de mesures jurídiques, econòmiques, socials, laborals, sanitàries, educatives i similars, preses pels diversos organismes i agents responsables de la intervenció en l'àmbit de la violència masclista, que contribueixen al restabliment de tots els àmbits danyats per la situació viscuda.
- Victimització secundària o revictimització: El maltractament addicional exèrcit contra les dones que es troben en situacions de violència masclista com a conseqüència directa o indirecta dels dèficits, quantitatius i qualitatius, de les intervencions dutes a terme pels organismes responsables, i també per les actuacions desencertades provinents d'altres agents implicats.
- Precarietat econòmica: Situació d'una persona que té una percepció d'ingressos igual o inferior a l'indicador de renda de suficiència de Catalunya, que s'estableix anualment.

La entrada en vigor de la Llei 17/2020, suposa la introducció dels següents termes:
- Diligencia deguda: fa referència a l'obligació dels poders públics d’adoptar mesures legislatives i de qualsevol altre ordre per actuar amb la agilitat i eficiència necessàries i assegurar-se de que les autoritats, el personal, els agents, les entitats públiques i la resta d’actors amb aquesta obligació, en la línia de prevenir, investigar, perseguir, castigar i reparar adequadament els actes de violència masclista i protegir a les víctimes.
- Consentiment sexual: es la voluntat expressa, emmarcada en la llibertat sexual i en la dignitat personal, que dona pas al exercici de practiques sexuals i ho avala. La prestació del consentiment sexual ha de fer-se des de la llibertat, ha de mantenir-se vigent durant tota la practica sexual i està acotat a una o diverses persones, a unes determinades practiques sexuals i a unes determinades mesures de precaució, tant per fer front a un embaràs no desitjat així com per a fer front a infeccions de transmissió sexuals. No existeix consentiment si l’agressor crea unes condicions o s’aprofita d’un context que, directament o indirecta, imposi una practica sexual sense comptar amb el consentiment de la dona.
- Interseccionalitat o intersecció d'opressions: concurrència de la violència masclista amb altres eixos de discriminació, com l’origen, el color de la pell, el fenotip, la ètnia, la religió, la situació administrativa, la edat, la classe social, la precarietat econòmica, la diversitat funcional o psíquica, les addiccions, l’estat serològic, la privació de llibertat o la diversitat sexual i de gènere, que fa que impactin de forma agreujada i diferenciada. La interacció entre aquestes discriminacions ha de ser tinguda en compte al abordar la violència masclista per tal de comprendre que aquestes víctimes con esser sotmeses a dos o més eixos de discriminació conjuntament amb el gènere.

## Formes de violència
La violència masclista es pot exercir d'alguna de les formes següents segons el nou redactat introduït per la Llei 17/2020:
- Violència física: comprèn qualsevol acte o omissió de força contra el cos d'una dona, amb el resultat o el risc de produir-li una lesió física o un dany.
- Violència psicològica: comprèn tota conducta o omissió intencional que produeixi en una dona una desvaloració o un patiment, per mitjà d'amenaces, d'humiliació, de vexacions, d'exigència d'obediència o submissió, de coerció verbal, d'insults, d'aïllament o qualsevol altra limitació del seu àmbit de llibertat. La violència masclista també es pot dur a terme amb l'amenaça o la causació de violència física o psicològica contra l'entorn afectiu de la dona, especialment els fills i filles o altres familiars que convisquin o tinguin una relació directa amb ella, quan es dirigeixi a afligir la dona. També inclou la violència ambiental, que es duu a terme a través de l'exercici de la violència sobre béns i propietats de la dona, amb valor econòmic o sentimental, o sobre els animals amb els quals té un vincle d'afecte, per tal d'afligir-la o de crear un entorn intimidatori.
- Violència sexual: comprèn qualsevol acte que atempti contra la llibertat sexual i la dignitat personal de la dona creant unes condicions o aprofitant-se d'un context que, directament o indirectament, imposin una pràctica sexual sense comptar amb el consentiment ni la voluntat de la dona, amb independència del vincle que existeixi entre la dona i l'agressor o agressors. Inclou també l'accés corporal, la mutilació genital o el risc de patir-la, els matrimonis forçats, l'explotació de dones amb finalitat d' explotació sexual, l'assetjament sexual i per raó de sexe, l'amenaça sexual, l'exhibició, l'observació i la imposició de qualsevol pràctica sexual, entre altres conductes.
- Violència econòmica: consisteix en la privació intencionada i no justificada de recursos per al benestar físic o psicològic d'una dona i, si escau, dels seus fills o filles, en l'impagament reiterat i injustificat de pensions alimentàries estipulades en cas de separació o divorci, en el fet d'obstaculitzar la disposició dels recursos propis o compartits en l'àmbit familiar o de parella i en l'apropiació il·lícita de béns de la dona.

I de manera concreta, la Llei 17/2020 introdueix el següents tipus de violencia:
- Violència obstètrica i vulneració de drets sexuals i reproductius: consisteix a impedir o dificultar l'accés a una informació veraç, necessària per a la presa de decisions autònomes i informades. Pot afectar els diferents àmbits de la salut física i mental, incloent-hi la salut sexual i reproductiva, i pot impedir o dificultar a les dones prendre decisions sobre les seves pràctiques i preferències sexuals, i sobre la seva reproducció i les condicions en què es duu a terme, d'acord amb els supòsits inclosos en la legislació sectorial aplicable. Inclou l'esterilització forçada, l'embaràs forçat, l'impediment d'avortament en els supòsits legalment establerts i la dificultat per accedir als mètodes anticonceptius, als mètodes de prevenció d'infeccions de transmissió sexual i del VIH, i als mètodes de reproducció assistida, així com les pràctiques ginecològiques i obstètriques que no respectin les decisions, el cos, la salut i els processos emocionals de la dona
- Violència digital: comprèn tots aquells actes de violència masclista i misogínia en línia comesos, instigats, amplificats o agreujats, en part o totalment, mitjançant l'ús de tecnologies de la informació i de la comunicació, plataformes de xarxes socials, webs o fòrums, correu electrònic i sistemes de missatgeria instantània i altres mitjans similars que afectin la dignitat i els drets de les dones.[10] Aquests actes causen danys psicològics i fins i tot físics; reforcen estereotips; danyen la dignitat i la reputació; atempten contra la privacitat i llibertat d'obrar de la dona; li causen pèrdues econòmiques, i plantegen obstacles a la seva participació política i a la seva llibertat d'expressió.
- Violència de segon ordre: consisteix en la violència física o psicològica, les represàlies, les humiliacions i la persecució exercides contra les persones que donen suport a les víctimes de violència masclista. Inclou els actes que impedeixen la prevenció, la detecció, l'atenció i la recuperació de les dones en situació de violència masclista.
- Violència vicària: comprèn qualsevol tipus de violència contra els fills i filles amb la finalitat de produir dany psicològic a la mare.

## Àmbits
La violència masclista es pot manifestar i adopta característiques concretes segons els àmbits següents, i que la llei 17/2020, de modificació de la llei 5/2008 estructura en 8 grans àmbits (en negreta):
- Violència en l'àmbit de la parella: consisteix en la violència física, psicològica, sexual o econòmica exercida contra una dona i perpetrada per l'home que n'és o n'ha estat el cònjuge o per la persona que hi té o hi ha tingut relacions similars d'afectivitat. Aquest tipus de violència és el que la llei orgànica 1/2004 de 28 de desembre[11] defineix com a violència de gènere.

- Violència en l'àmbit familiar: consisteix en la violència física, sexual, psicològica i econòmica exercida contra les dones i les menors d'edat en el si de la família i perpetrada per membres de la mateixa família, en el marc de les relacions afectives i dels lligams de l'entorn familiar. No s'hi inclou la violència exercida en l'àmbit de la parella, definida en l'apartat anterior.

- Violència en l'àmbit laboral: consisteix en la violència física, sexual o psicològica que es pot produir en el centre de treball i durant la jornada laboral, o fora del centre de treball i de l'horari si té relació amb la feina, i que pot adoptar dues tipologies:
  - Assetjament per raó de sexe: el constitueix un comportament no desitjat relacionat amb el sexe d'una persona en ocasió de l'accés al treball remunerat, la promoció en el lloc de treball, l'ocupació o la formació, que tingui com a propòsit o produeixi l'efecte d'atemptar contra la dignitat de les dones i de crear-los un entorn intimidatori, hostil, degradant, humiliant o ofensiu.
  - Assetjament sexual: el constitueix qualsevol comportament verbal, no verbal o físic no desitjat de caràcter sexual que tingui com a objectiu o produeixi l'efecte d'atemptar contra la dignitat d'una dona o de crear-li un entorn intimidatori, hostil, degradant, humiliant, ofensiu o molest.
  - Discriminació per embaràs o maternitat: consisteix en tot tracte desfavorable a les dones relacionat amb l'embaràs o la maternitat, existent o potencial, que suposi una discriminació directa i una vulneració dels drets fonamentals a la salut, a la integritat física i moral i al treball (específicament introduïda per la llei 17/2020)
- Violència en l'àmbit social o comunitari, que comprèn les manifestacions següents:
  - Agressions sexuals: consisteixen en l'ús de la violència física i sexual exercida sobre les dones i les menors d'edat, i que està determinada per l'ús premeditat del sexe com a arma per demostrar poder i abusar-ne.
  - Assetjament sexual.
  - Tràfic i explotació sexual de dones i nenes amb finalitat d’explotació sexual i amb altres finalitats amb dimensió de gènere (nou redactat a partir la Llei 17/2020).
  - Mutilació genital femenina o risc de patir-la: inclou qualsevol procediment que impliqui o pugui implicar una eliminació total o parcial dels genitals femenins o hi produeixi lesions, encara que hi hagi consentiment exprés o tàcit de la dona.
  - Matrimonis forçats.
  - Violència derivada de conflictes armats: inclou totes les formes de violència contra les dones que es produeixen en aquestes situacions, com ara l'assassinat, la violació, l'esclavatge sexual, l'embaràs forçat, l'avortament forçat, l'esterilització forçada, la infecció intencionada de malalties, la tortura i els abusos sexuals.
  - Violència contra els drets sexuals i reproductius de les dones: com ara els avortaments selectius i les esterilitzacions forçades.
- I a més a més, a partir de l'entrada en vigor de llei 17/2020 comprèn també:
  - Feminicidis
  - Agressions per raó de gènere
  - Vexacions, tractes degradants, amenaces i coaccions en l’espai públic
  - Restriccions o privacions de llibertat a les dones o d’accés a l’espai públic o privat o a activitats laborals, formatives, esportives, religioses o lúdiques, així com restriccions a l'expressió en llibertat quant a la seva orientació sexual o expressió i identitat de gènere, o a la seva expressió estètica, política o religiosa.
  - Represàlies pels discursos i expressions individuals o col·lectius de les dones que reclamen el respecte a llurs drets. Així com expressions i discursos públics que fomentin, promoguin o incitin directament o indirectament l'hostilitat, la discriminació o la violència envers les dones

A més dels 4 àmbits introduïts específicament per la llei 17/2020 i consistents en:
- Violència en l’àmbit digital: Violència masclista que es produeix a les xarxes de comunicació digitals, enteses com a nova àgora d'interacció, participació i governança mitjançant les tecnologies de la informació i la comunicació. Entre altres pràctiques, inclou el ciberassetjament, la vigilància i el seguiment, la calúmnia, els insults o les expressions discriminatòries o denigrants, les amenaces, l'accés no autoritzat als equips i comptes de xarxes socials, la vulneració de la privacitat, la manipulació de dades privades, la suplantació d'identitat, la divulgació no consentida d'informació personal o de continguts íntims, el dany als equips o canals d'expressió de les dones i dels col·lectius de dones, els discursos d'incitació a la discriminació cap a les dones, el xantatge de caràcter sexual per canals digitals i la publicació d'informació personal amb la intenció que altres persones agredeixin, localitzin o assetgin una dona.
- Violència en l’àmbit institucional: accions i omissions de les autoritats, personal públic i agents de qualsevol organisme que retardin, obstaculitzin o impedeixin l’accés a les polítiques públiques o als drets que reconeixen aquestes lleis per a assegurar una vida lliure de violència masclista. La manca de diligència deguda, quantitativa i qualitativa, en l'abordatge de la violència masclista, si és coneguda o promoguda per les administracions o esdevé un patró de discriminació reiterat i estructural, constitueix una manifestació de violència institucional. Aquesta violència pot provenir d'un sol acte o pràctica greu, de la reiteració d'actes o pràctiques de menor abast que generen un efecte acumulat, de l'omissió d'actuar quan es conegui l'existència d'un perill real o imminent, i de les pràctiques o omissions revictimitzadores. La violència institucional inclou la producció legislativa i la interpretació i aplicació del dret que tingui per objecte o provoqui aquest mateix resultat. La utilització de la síndrome d'alienació parental també és violència institucional.
- Violència en l’àmbit de la vida política i l’esfera pública de les dones: fa referència a aquells actes que es produeixen en els espais propis de la vida pública i política, com les institucions polítiques i les administracions públiques, els partits polítics, els mitjans de comunicació o les xarxes socials. Quan aquesta forma de violència masclista passa en les institucions polítiques o les administracions públiques i és tolerada i no sancionada, esdevé també una forma de violència institucional.
- Violència en l’àmbit educatiu: comprèn qualsevol tipus de violència que es produeix en l'entorn educatiu entre els membres de la comunitat educativa. Pot produir-se entre iguals, de major d'edat a menor d'edat o viceversa. Inclou l'assetjament, l'abús sexual i el maltractament físic, sexual, psíquic o emocional. Entre aquestes violències algunes es produeixen per raó de gènere o d'identitat sexual.

Així com qualssevol altres formes anàlogues que lesionin o siguin susceptibles de lesionar la dignitat, la integritat o la llibertat de les dones.

## Indicadors d'alerta
Els hem agrupat en tres categories segons que facin relació al cos, la ment (àmbit psicològic) o a l'entorn. Cal que es compleixin almenys uns quants indicadors que es detallen a continuació perquè el/la professional valori que hi ha indicis per posar-se en alerta sobre la possibilitat d'existència d'una situació de violència, ja que per sí sols poden no tenir cap significació específica.
| En relació amb | Indicadors |
| --- | --- |
| El cos El cos com objecte directe de maltractament i/o com a vehiculador del malestar que sent la dona a conseqüència de la violència patida, sigui del tipus que sigui. | - Accidents i lesions freqüents (fractures, macadures, caigudes). - Incongruència entre els fets relatats per la dona i el tipus de lesió que s'observa. - Manca de petició d'atenció mèdica o retard significatiu a demanar-la. - Simptomatologia psicosomàtica freqüent: - cefalees, mals de cap. - palpitacions, hipertensió, arrítmies, taquicàrdia. - crisis d'ansietat. - dificultats respiratòries, sensació d'ofec. - dolor pelvià, problemes urinaris, problemes ginecològics. - dolor abdominal, problemes gastrointestinals. - dolor precordial. - dolor d'esquena. - alteracions de la sexualitat: disparèunia (coit dolorós), vaginisme, anorgasmia, absència de desig. - entumiment i formigueig en extremitats. - esgotament. - trastorns del son i de l'alimentació. - alteracions importants de la menstruació. - Història d'alcoholisme, drogaaddicció o abús d'ansiolìtics. - Patiment d'alguna malaltia de transmissió sexual. - La dona no segueix les pautes mèdiques. - En l'embaràs: - Lesions de la mare o fetals. - Avortaments “espontanis”. - Parts prematurs. - Neonats de baix pes. - Desnutrició de l'embarassada. - No fa controls mèdics; accés tardà o esporàdic a l'atenció prenatal. - Embaràs no desitjat. - Negació de l'embaràs. - Malestar físic general amb simptomatologia diversa que provoca una demanda d'atenció mèdica recurrent o sovintejada. |
| La ment (àmbit psicològic) | - Greu desatenció de si mateixa. - La dona té la sensació que ha perdut el control de la seva vida; sensació de desbordament. - Dificultats en la pressa de decisions; inseguretat; dificultats per resoldre problemes quotidians. - Profunda desvalorització de si mateixa. - Dificultats de concentració, discurs dispers, dificultats per escoltar. - Sensació de pèrdua de credibilitat davant altres persones. - Discurs contradictori o incoherent. - Incongruència i desproporció entre el fet relatat i la reacció que li provoca. - Inexpressivitat, desconnexió emocional (relata els fets com si no anessin amb ella; en tercera persona, etc.) - Una gran tendència a autoculpabilitzar-se. - Pors, estar sempre en actitud d'alerta. - Canvis sobtats d'humor. - Tensió, irritabilitat. - Actitud defensiva, hostilitat. - Sensació d'estar tornant-se boja; presenta confusió, desorientació. - Depressió. - Idees de suïcidi; intents de suïcidi. |
| L'entorn | - Independentment que la dona tingui ingressos econòmics propis, el control dels ingressos econòmics el té una altra persona a la qual els ha de demanar sempre que li calguin. - Tot ho ha de consultar amb la persona maltractadora abans de donar una resposta. - Manifesta preocupació per qui la pugui veure i per si és reconeguda com a usuària del servei. - Rep constantment trucades al mòbil i es posa nerviosa o dona moltes explicacions sense que el/la professional les demani. - Mostra una actitud d'obediència submisa davant del/la professional. - Absència repetida a visites concertades sense explicació prèvia. - Respecte dels fills/filles hi ha un comportament de permissivitat i dificultat per posar límits. - Negligència vers les persones de les quals és responsable (fills/es o d'altres). - Amb els fills/es passa sovint d'una actitud passiva o indiferent a una actitud agressiva sense terme mig. |

## A Catalunya
L'any 2012 els Mossos d'Esquadra de Catalunya van rebre unes 13.000 denúncies i van atendre 12.193 dones víctimes de violència masclista, de les quals 454 eren menors d'edat. Els Mossos van efectuar 6.196 detencions d'homes agressors.
Amb el desenvolupament de la llei 5/2008, s'han implementat una sèrie d'instruments de polítiques públiques que permeten actuar quan es detecta un cas de violència masclista. Aquests instruments serien:
- Xarxa d'atenció i recuperació integral per a dones víctimes, des d'on es coordinen els recursos i serveis públics de caràcter gratuït per a l'atenció integral de les dones amb veïnatge a Catalunya, víctimes de violència de gènere. Està disponible en diversos idiomes.
- Servei permanent d'atenció psicològica: l'Institut Català de les Dones té una línia telefònica permanent durant tots els dies de l'any i durant les 24 hores del dia, per atendre demandes relacionades amb:
  - Peticions d'informació
  - Peticions d'informació sobre els recursos possibles
  - Sol·licituds d'assessorament sobre possibles actuacions[14]
- Servei d'atenció psicològica, l'Institut Català de la Dona[15] ofereix un servei d'intervenció psicològica en violència masclista, presencial i gratuït, per a orientar i assessorar les dones que ho necessitin, i de forma especial les dones víctimes de violència masclista. Aquest servei també s'ofereix a través de la fiscalia especialitzada en violència de gènere del Tribunal Superior de Justícia de Catalunya, quan intervé en un procés judicial.

### Xarxa d'atenció i recuperació integral
Provinent del Programa per a l'abordatge integral de les violències contra les dones la Xarxa d'atenció i recuperació integral en situació de violència masclista, té els següents instruments:
- Serveis d'atenció especialitzada i acolliment d'urgència: a nivell català, el servei es troba en funcionament les 24 hores i els 365 dies de l'any; i el duu a terme una professional especialitzada, que es persona al lloc on es troba la dona després de rebre l'avís de l'ingrés d'urgència per part de les forces de seguretat. Inclou l'acolliment, si és necessari, en casos d'urgència.
- Servei d'acolliment i recuperació: és un servei especialitzat, residencial i temporal que ofereix acolliment i atenció integral per possibilitar el procés de recuperació i reparació a les dones i a les seves filles i fills a càrrec. S'efectua mitjançant la proposta dels serveis socials.
  - Pisos pont: són habitatges tutelats que ofereixen la substitució de la llar, amb caràcter temporal, com a continuació del procés iniciat en els Serveis d'Acolliment i Recuperació d'estada limitada, amb l'objectiu de continuar el pla de treball i facilitar la plena integració sociolaboral, mitjançant un suport personal, psicològic, mèdic, social, jurídic i de lleure dut a terme per professionals especialitzats. L'accés al pis pont és des de la casa d'acolliment, en coordinació amb la Unitat d'Actuacions en matèria de Violència Familiar de la Secretaria de Polítiques Familiars i Drets de Ciutadania. Es tracta d'habitatges tutelats que ofereixen la substitució de la llar amb caràcter temporal com a continuació del procés iniciat en les cases d'acolliment o servei d'acolliment. Permeten continuar el pla de treball, facilitant la plena integració sociolaboral, mitjançant suport personal psicològic, mèdic, social, jurídic i de lleure dut a terme per professionals especialitzats.
  - Pis de suport: el pis de suport és un servei d'acolliment temporal destinat a les dones i els seus fills i filles a càrrec, que es troben en situació de violència masclista, que han hagut d'abandonar el domicili familiar i que disposen de recursos personals i econòmics per fer front a aquesta situació però amb el suport personal, psicològic i jurídic de professionals del servei. Es tracta d'un acolliment temporal a víctimes, que han marxat de casa, però que estan integrades socialment i laboralment i poden fer vida autònoma amb un suport personal, psicològic i jurídic de professionals externs.
- Punts de trobada: és un servei temporal destinat exclusivament a acomplir el règim de visites dels infants amb els seus familiars, establert mitjançant resolució judicial o ordre administrativa.
- Centre d'intervenció especialitzada (CIE): serveis especialitzats que ofereixen una atenció integral i recursos al procés de recuperació i reparació de les víctimes. També incideixen en la prevenció, la sensibilització i la implicació comunitària. L'accés es fa per derivació dels diferents serveis de la xarxa del territori.
- Assessorament: els diferents serveis especialitzats han comprovat que si la dona fa les passes ben assessorada, en el seu moment del procés, és més fàcil que el procés judicial arribi fins al final i que, malgrat les dificultats que això sempre suposa per a la dona, sigui un element més que contribueixi a la seva recuperació i autonomia.[18]

## Altres formes de violència en l'àmbit familiar[19]
- Micromasclisme
- Maltractament infantil
- Maltractament a la persona gran
- Maltractament a discapacitats

## Avaluació en violència masclista

### SARA
El principal qüestionari per avaluar el risc en violència masclista és el SARA. Aquest qüestionari fa la funció d'avaluar el risc en violència de gènere, violència contra la parella o violència masclista. No hi ha un barem que determini una puntuació mínima, sinó que és l'avaluador experimentat qui fa aquesta valoració. La SARA (Spouse Assault Risk Assessment) es basa en 20 factors que es classifiquen en 5 seccions:
- Historial delictiu.
- Ajust psicosocial.
- Història de violència en parella.
- Delicte/agressió sexual relativa exclusivament a l'agressió denunciada.
- Altres consideracions.